# Henning Quade
Henning Quade (* 12. September 1988 in Aachen) ist ein ehemaliger deutscher Handballspieler. Der Kreisläufer lief in der Bundesliga sowie in der 2. Bundesliga auf.

## Karriere
Quade begann das Handballspielen beim VfL Bardenberg. Nachdem Quade anschließend beim TV Weiden gespielt hatte, lief er ab 2005 für die SG Solingen auf, aus der im Jahr 2006 der Bergische HC hervorging. Ab der Saison 2006/07 wurde er beim BHC in der 2. Bundesliga eingesetzt. Im Jahr 2011 gelang ihm mit dem BHC der Aufstieg in die Bundesliga. Nachdem Quade in der Bundesliga nur geringe Spielanteile erhalten hatte, wechselte er im Dezember 2011 zum Zweitligisten HSG Düsseldorf. Im Sommer 2012 schloss er sich dem Zweitligisten VfL Bad Schwartau an. Ab dem Sommer 2015 lief er für den HC Elbflorenz auf. Mit dem HC Elbflorenz stieg er 2017 in die 2. Bundesliga auf. Quade beendete nach der Saison 2021/22 seine Profikarriere. In der Spielzeit 2022/23 lief er für den Sachsenligisten HSV Weinböhla auf. Zwischen Oktober und Dezember 2023 half er bei der 2. Mannschaft des HC Elbflorenz aus.
Quade bestritt in seiner Laufbahn 33 Länderspiele für die deutsche Jugendauswahl sowie vier für die Juniorenauswahl.